# Tillandsia brachyphylla
Tillandsia brachyphylla es una especie de planta epífita del género  Tillandsia,de la  familia de las bromeliáceas.  Es originaria de Brasil.

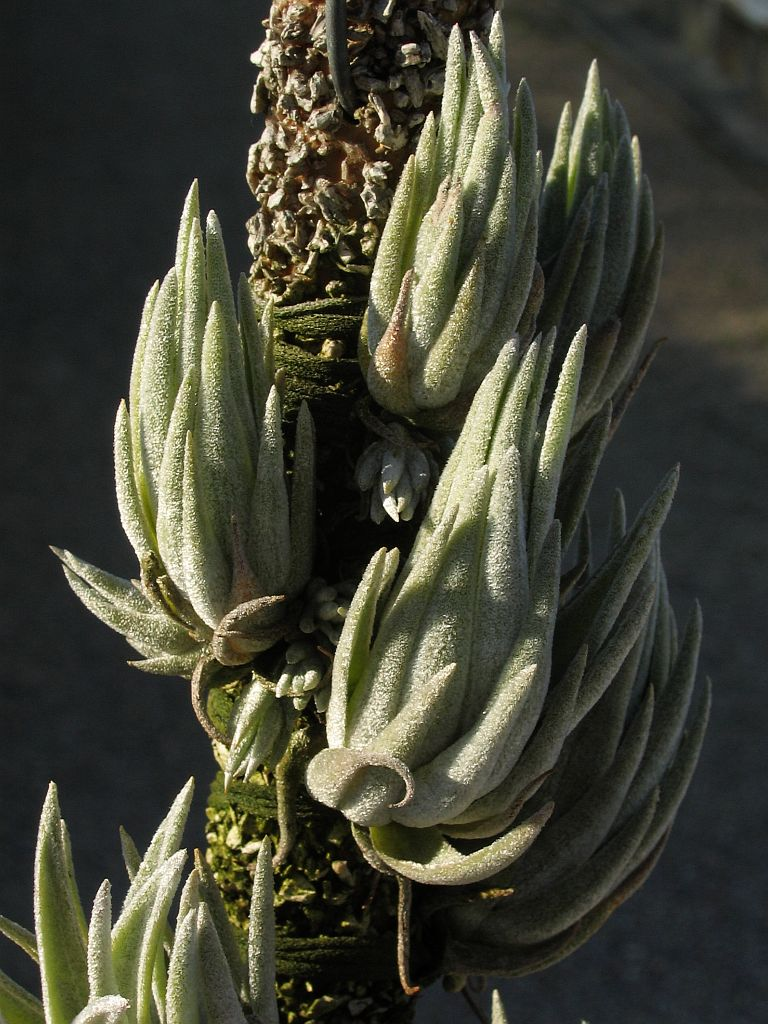
Vista de la planta

## Taxonomía
Tillandsia brachyphylla fue descrita por John Gilbert Baker y publicado en Journal of Botany, British and Foreign 26: 16. 1888.
Etimología
Tillandsia: nombre genérico que fue nombrado por Carlos Linneo en 1738 en honor al médico y botánico finlandés Dr. Elias Tillandz (originalmente Tillander) (1640-1693).
brachyphylla: epíteto latíno que significa "con hojas cortas"
Sinonimia
- Anoplophytum binotii E.Morren ex Baker[3][4]